# Sassari
Sassari (olasz IPA kiejtés: [ˈsas.sa.ri], kiejtéseⓘ, sassariul: Sassari, szárdul: Tàthari) város Olaszországban, Sassari megyében, Szardíniában, a sziget második legnépesebb települése kb. 130 000 lakossal (az agglomerációval együtt 300 000 lakossal). Jelentős képzőművészeti gyűjteménnyel rendelkezik.
Az idő folyamán a települést irányították a genovaiak, a pisaiak, az aragóniaiak, a katalánok, a spanyolok és az osztrákok, külön-külön építették Sassari történelmi és kulturális örökségét. Sassari gazdag művészeti, kulturális és történelmi szempontból is, valamint ismert „palazzo”-iról, neoklasszikus tereiről, például a Piazza d'Italia (Olaszország tér) és a Teatro Civico (Civil Színház).
Szardínia második legfontosabb településeként (Cagliari után) Sassari jelentős kulturális, turisztikai, gazdasági és politikai szempontból is. A város gazdasága főleg turizmusból és vendéglátásból áll, részben fontosak még a tudományos kutatások, az építőipar, a gyógyszeripar és a kőolajkereskedés is.

## Földrajz
Északnyugat-Szardíniában található város, 225 méterrel a tengerszint felett, egy az Asinarai-öböl valamint a Nurra-síkság felé lejtő karsztfennsíkon.  A települést egy több ezernyi hektár területű olívaültetvények alkotta zöld terület veszi körül, ami a 19. században váltotta fel az őshonos a tölgyfákat és a macchiát.
A bőségesen rendelkezésre álló vízkészlet (400 forrás és artézi kút) lehetővé tette évszázadokon át a kertészeti kultúrák elterjedését.
Sassari Olaszország (546,08 km² területtel) ötödik legnagyobb területű önkormányzata. A város legnagyobb részét nyugaton a gyéren lakott Nurra-síkság foglalja el, míg a 275 000 lakosból álló agglomerációs terület a városmagtól délkeletre helyezkedik el..

## Történelem

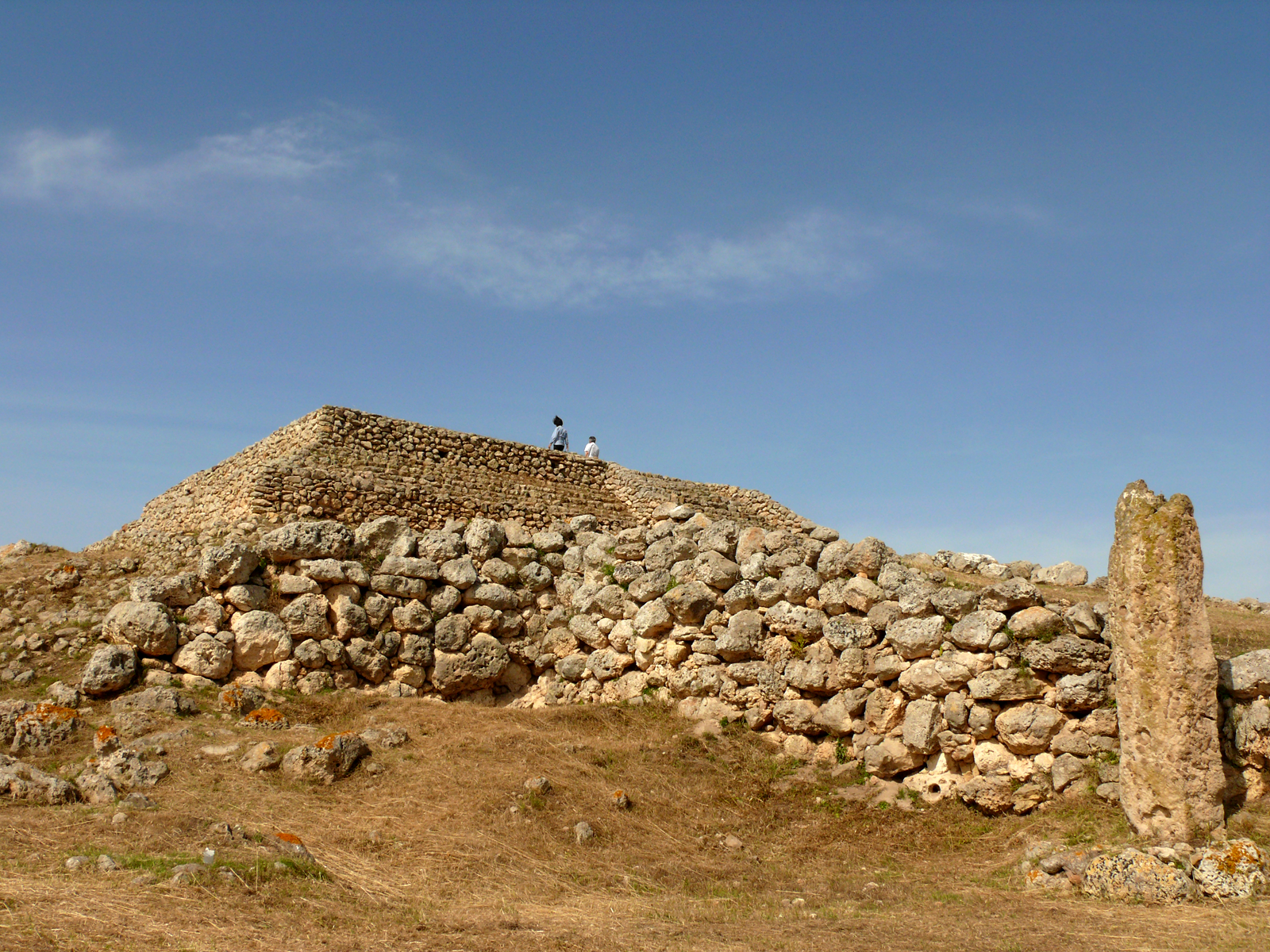
Monte d'Accoddi korai lépcsős piramisa

### Őstörténet és az ókor
Bár a város a korai középkorban alakult ki, ahol a régió emelkedett, a neolitikum és az ókor folyamán lakott volt a nuraghek, a föníciaiak és a rómaiak által is.
Számos régészeti lelőhely található a városon belül vagy környékén, mint Monte D'Accoddi lépcsős piramisa, valamint számos Nuraghe és Domus de Janas („A tündérek háza”), egy római vízvezeték romja vagy egy római villarom, amelyet a Szent Miklós-katedrális alatt fedeztek fel, vagy egy ókori út töredéke két római gyarmatot, Turrys Lybissonist és Caralist kötötte össze.
A város határain belül is találtak fosszíliákat, egy 8,5 millió éves Oreopithecus bambolii, egy őskori antropomorf főemlős került napvilágra a helyszínen.

### Középkor
A várost 9-10. században alapították Turris Lybisonis (jelenleg Porto Torres) ókori római római kikötőváros lakói, akik a szárazföldön kerestek menedéket, hogy megszabaduljanak a szaracén támadásoktól a tenger felől.

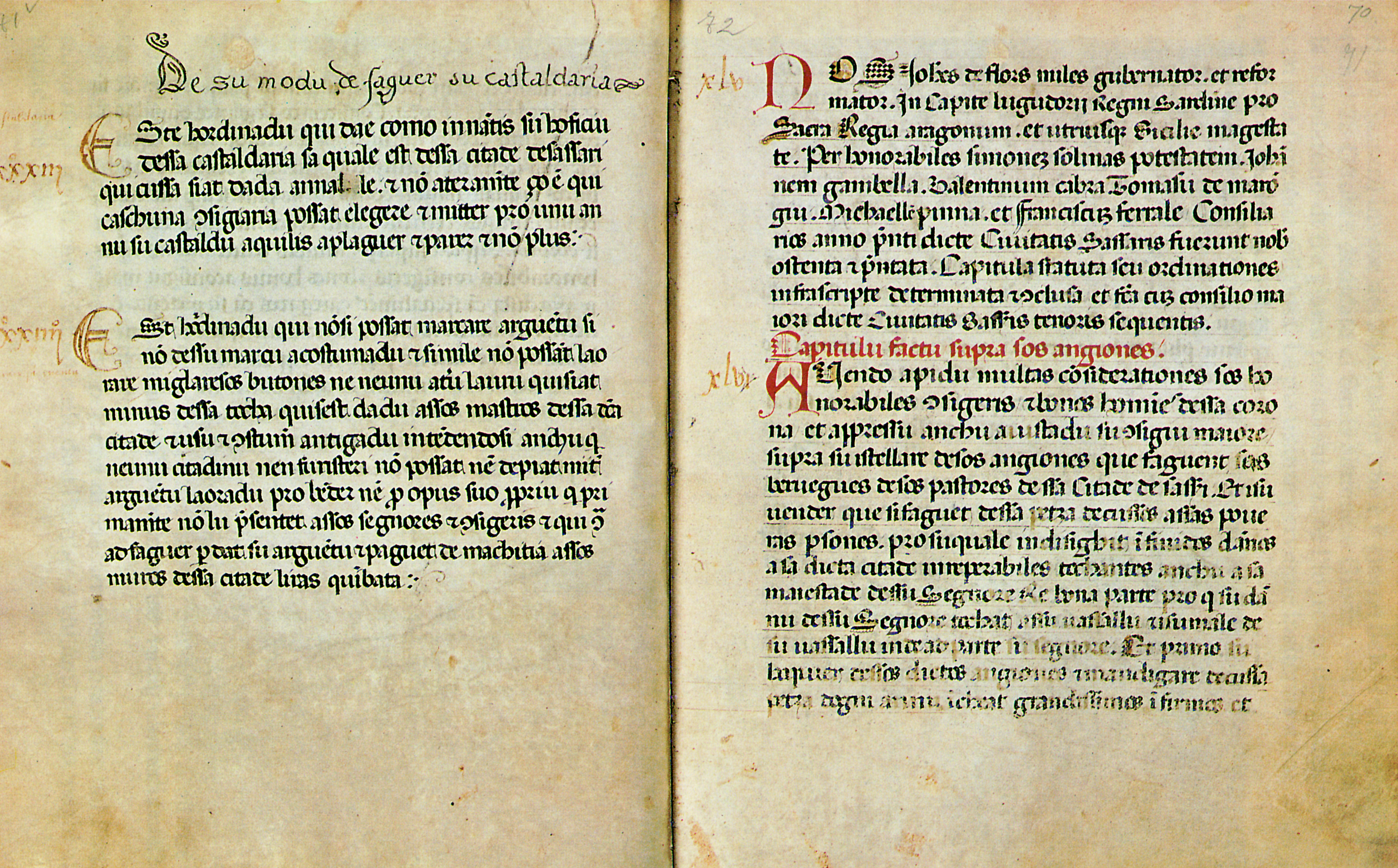
A Sassari Köztársaság középkori törvényei szárd nyelven.

Sassari több önálló község egyesüléséből alakult ki, mint például Pietro di Silki, San Giacomo di Taniga, és San Giovanni di Bosove. A legrégebbi említés egy 1113-as dokumentumból való, egy Tathari nevű községből, amely a Szent Péter-kolostor archívumában található meg Silki-ben. A települést 1116-ban kifosztották a genovaiak. A bevándorlás folytatódott, a kora 13. században Giudicato di Torres legnépesebb települése volt, és utolsó fővárosa. Az utolsó bíró meggyilkolása után (1274), Sassari megkapta a Pisai Köztársaság félig független státuszát.
1284-ben a melorai csatában a pisaiak megsemmisültek a genovaiak flottája által, így a város megkapta szabadságát, így ez lett az első és csak szabad commune Szardíniában, saját szabályokkal. Szövetkeztek a genovaiakkal, akik kikötötték, hogy ők vehessék át az irányítást a pisaiaktól. Az 1316-os törvényeikben figyelemre méltóak a büntetések enyhítése, ha összehasonlítjuk őket a középkor büntető jogszabályaival.
1323-tól engedtek az aragóniaiaknak, melynek értelmében megmaradnak a következő évszázadokban, de még háromszor fellázadtak Sassari ellen. A megmozdulások megszűntek, amikor V. Alfonz aragóniai király támogatta Sassarit mint Città Regia (királyi város) és melyben a király közvetlenül uralkodik és mentesíti a települést minden feudális adózástól. Hódítási kísérletei Genova felett nem sikerültek. 1391-ben a települést meghódította Brancaleone Doria és a fia, V. Marián arboreai király Arboreából, amely fővárossá vált, de 1420-ban az aragóniaiak kezébe jutott, akiktől 1479-től a spanyol királyok vették át.

### Reneszánsz

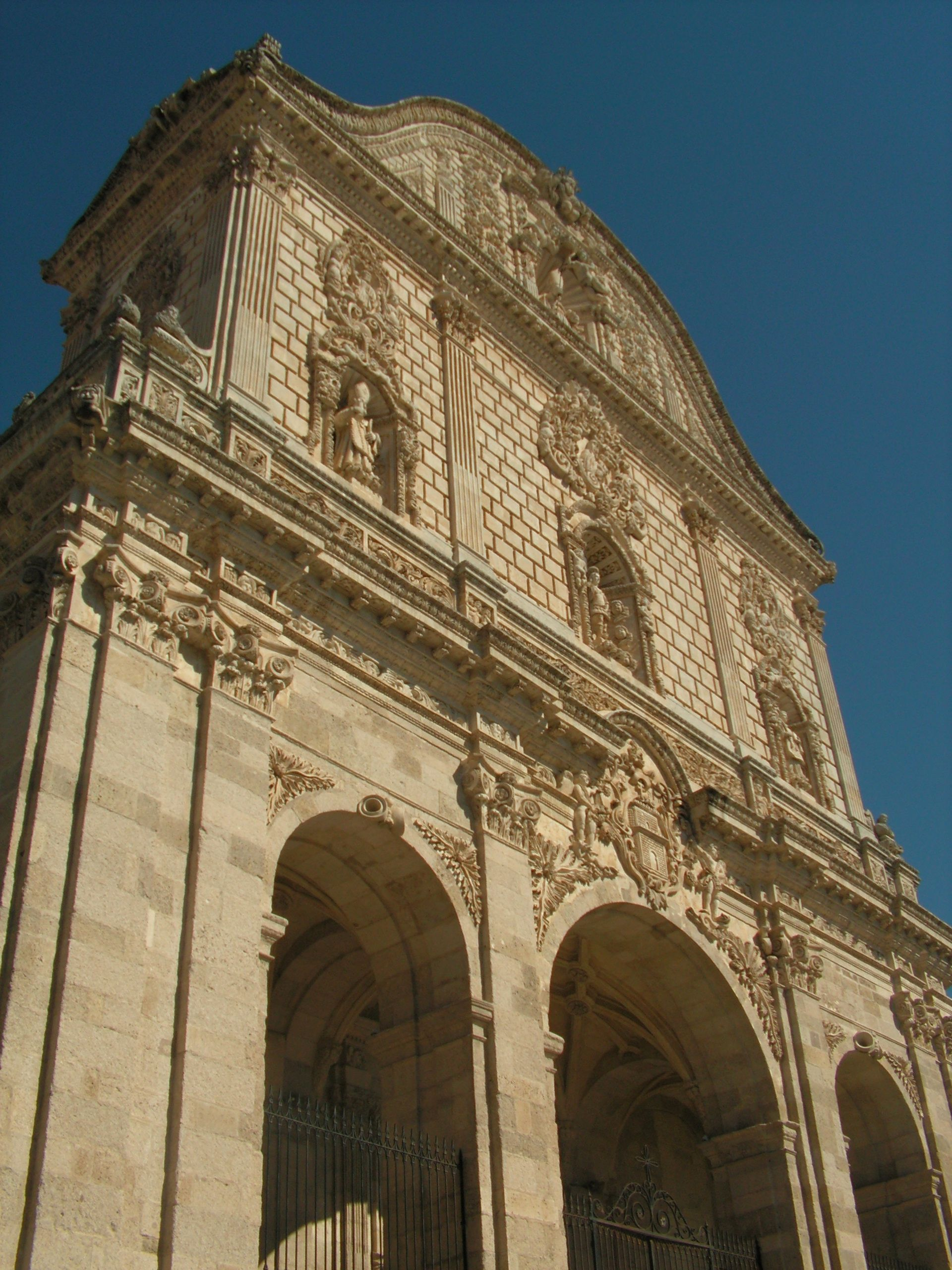
A Szent Miklós-katedrális

1527-ben a franciák kifosztották a várost. A katalánok és a spanyolok uralma alatt a település katalánul Sàsser-ként és spanyolul Saçer-ként volt ismert.
Váltogatták egymást a válság évei, a gazdasági kizsákmányolás közreműködésével, csökkent a forgalom tengeri kereskedelem körében, amelyek a nem biztonságos szaracén kalózok napi betöréseihez vezettek. Az uralkodóik korrupciója miatt 1528-ban és 1652-ben két nagy csapás érte a kulturális és gazdasági jólétet. 1562-ben a jezsuiták megalapították a városban az első szardiniai egyetemet, ugyanebben az évben vezették a nyomtatási rendszert, és a reneszánsz humanizmus mozgalmának terjedését. Számos manierista művész és flamand iskola működött a városban.

### Modern történelem
Az osztrák uralmat (1708–1717) a szárd–piemonti irányítás követte (1720–1861), amely után a város az újonnan létrehozott Olasz Királyság részévé vált. 1795. december 28-án antifeudális felkelés tört ki a városban egy szardíniai politikus és hazafi, Giovanni Maria Angioy vezetésével, aki ellen a Savoyai-ház is harcolt. A csapatok elfoglalták a várost.

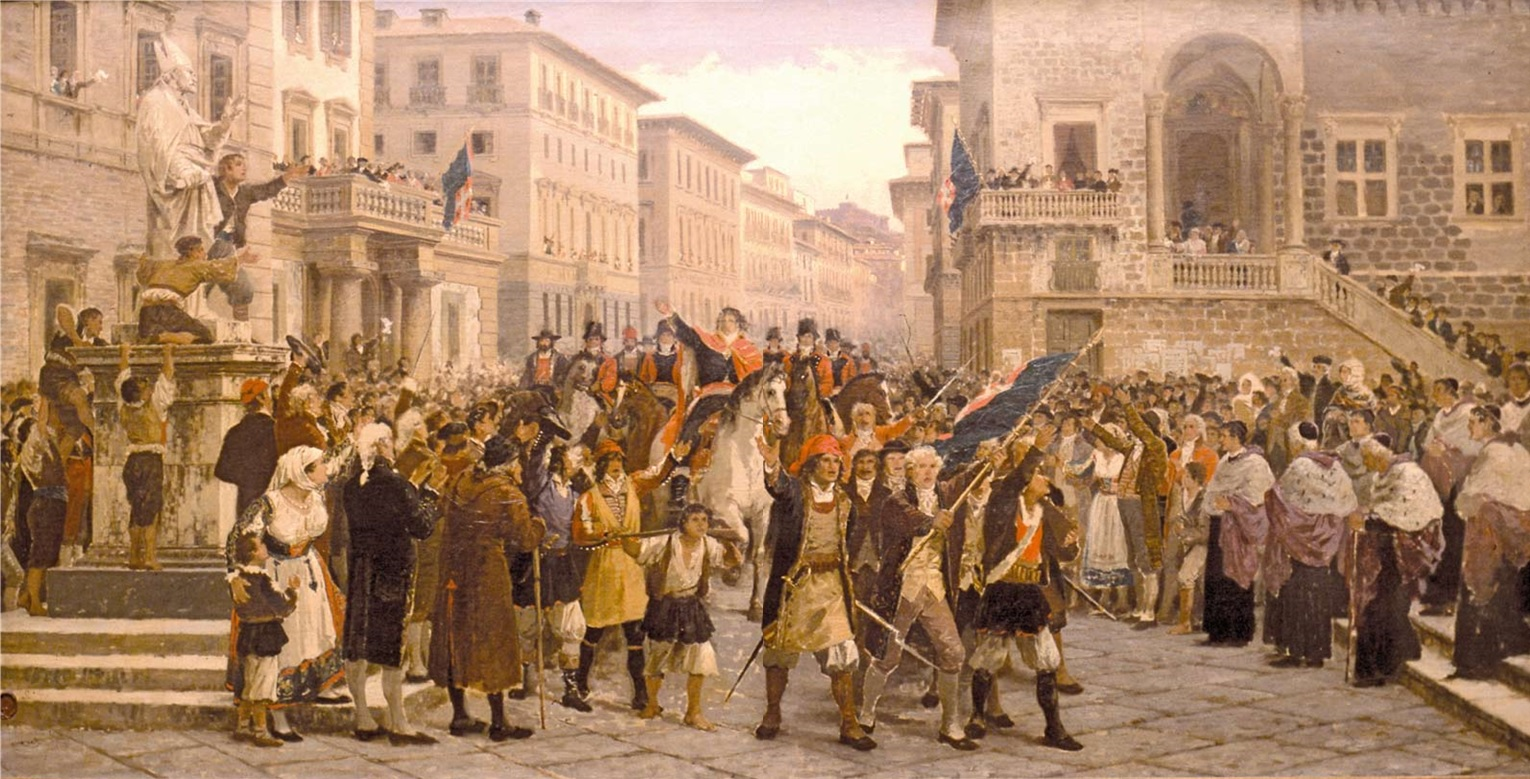
Giovanni Maria Angioy, a Savoyaiak ellen felkelt bevonul a városba (1795)

A 18. század végén az egyetemet helyreállították. 1836-ban, hat évszázad után a középkori falakat részben lebontották, hogy a település terjeszkedhessen. Az új városi terveket megvalósították, a rendszer új fővárosának (Torino) modellje alapján, geometrikus utcákkal és terekkel. Sassari fontos ipari központtá vált, a 19. században a második legfontosabb olasz várossá vált bőrelőállítás szempontjából, és 1848-ban a sassari vállalkozó, Giovanni Antonio Sanna irányítása alá vette Montevecchio bányáját, így a Királyság harmadik leggazdagabb emberévé vált. Az első vasutat 1872-ben nyitották meg.
1877-ben a régi aragóniai kastélyt lerombolták, és helyére a „Caserma La Marmora”-t építették, amely a „Brigata Sassari” főhadiszállásává vált. 1915-ben alapították, és ez az első és máig egyetlen olasz katonai egység, amely kizárólag  szardíniai katonákból áll.
A 19. század végén új városi fejlesztéseket hajtottak végre a Cappuccini-dombon, valamint a város déli oldalán, amelyek az eklektika, a szecesszió és az art déco építészeti stílusait tükrözték, amelyek egy mozgalom felé vezettek, amely létrehozott egy hibrid kísérletezést a helyi építészeti stílusokból, melynek neve Sassari Szabadság.
A fasiszta diktatúra folyamán a város átlépte az ötvenezer lakosú határt, emiatt új lakónegyedek épültek, amelyek közül a legfontosabb a Monte Rosello és  a Porcellana, a racionalista építészet tipikus példái. A La Nuova Sardegna napilap rombolónak minősült, ezért bezárt.
A második világháború ideje alatt a három szövetséges kísérlete a város lebombázására meghiúsult: csak a vasútállomás sérült meg, de az is csak egy baleset miatt.
Napjainkban Sassari Észak-Szardínia legfontosabb kulturális, adminisztratív és történelmi központja.

## Kultúra

### Egyetem

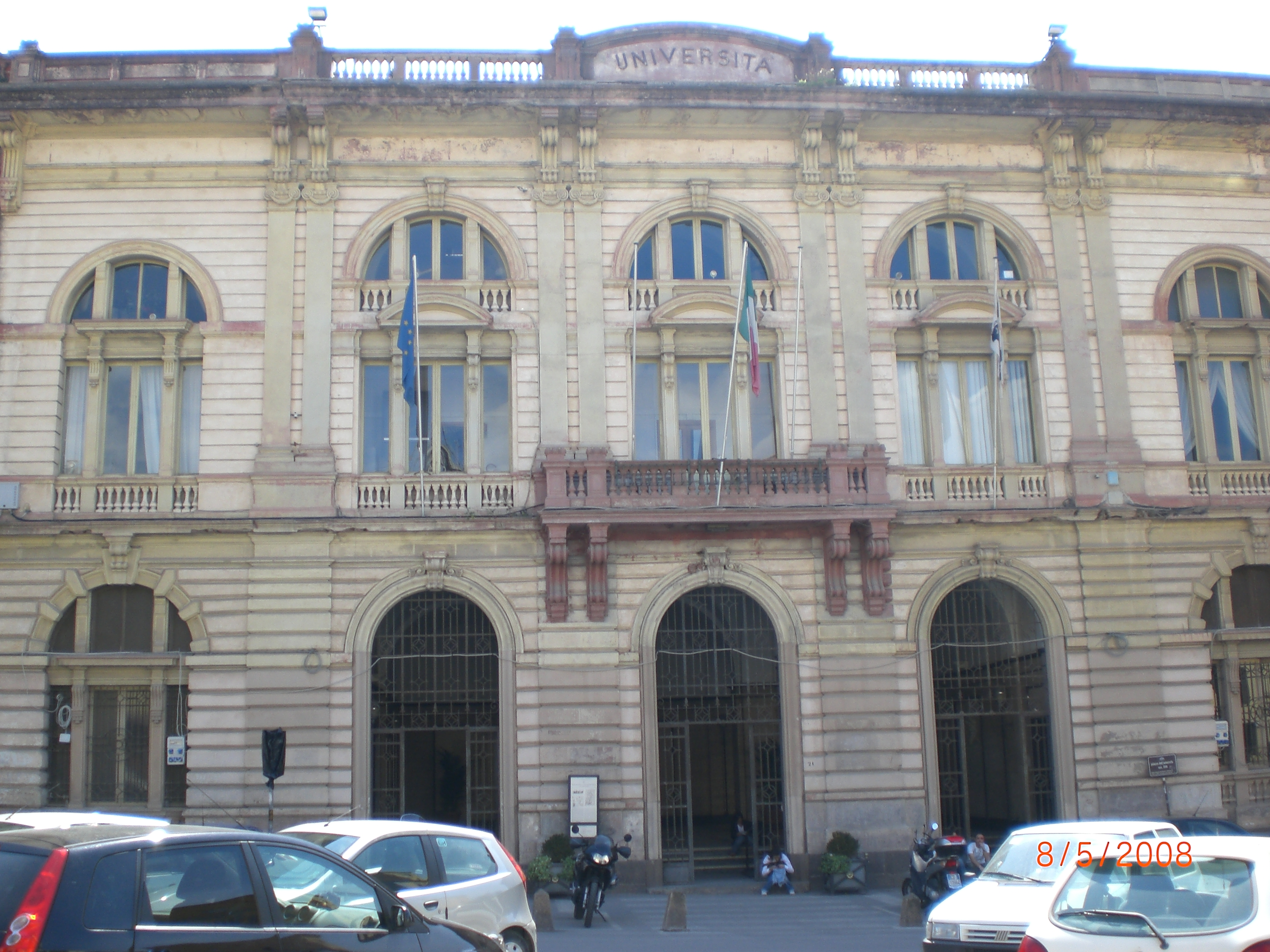
A Sassari Egyetem épülete

A város saját egyetemmel rendelkezik (Sassari Egyetem), amely a legrégebbi Szardíniában (a jezsuiták alapították 1562 és 1627 között), hírneves intézmény, főképpen a joggyakorlati tudományok, az állatorvosi ismeretek, az orvostudomány és a mezőgazdasági ismeretek terén. Könyvtára számos régi dokumentumot tartalmaz, köztük a Condaghes, Szardínia első jogi kódexei, és a szárd nyelv első írásos emlékei (11. század), valamint a Carta de Logu (IV. Marián arboreai király által az alkotmánynál kibocsátott, és később lánya, I. Eleonóra arboreai királynő (judex/giudichessa) által a 14. században frissített jogi kódex).
A Sassari Egyetem az első helyen áll a legjobb olasz „középfokú” egyetemek listáján, a Censis Research Institute 2009-es felmérése alapján.

### Nyelv

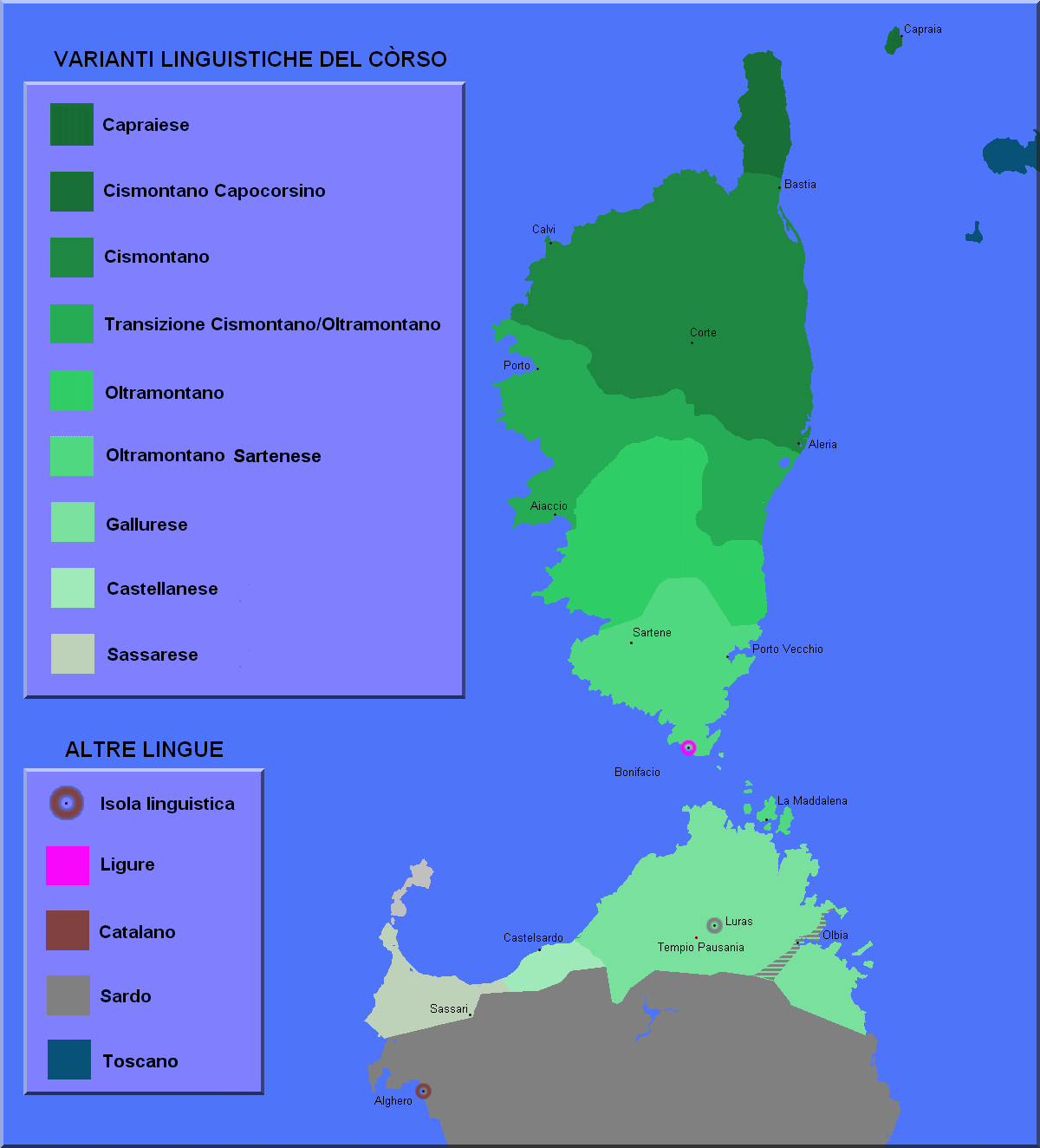
A sassari nyelv összehasonlítása a korzikai dialektusokkal

A sassari dialektusrendszer (Sassaresu vagy Turritanu) nem hasonlít nagyon a szárd nyelvhez, a legközelebbi rokona a korzikai nyelv, de ebben a témában mély viták történtek. Ez a más nyelvek keverékén alapul, név szerint a korzikai, pisai és genovai (a Giudicati idejében a pisai és genovai tengeri köztársaságokkal folytatott hosszú középkori kapcsolatok miatt), a spanyol és a katalán is. Az erős logudorese hatás miatt érzékelhető a fonetika, a mondattan és a szókincs változása. A sassari nyelvet a városban és környékén beszélik, mintegy 120 000 fő a 175 000 emberből teljes népességből, nagy beszélői közösségek vannak jelen még Stintinóban, Sorsóban és Porto Torresben; átmenete galluri nyelvhez hasonlít, mely castellanesi dialektusokként ismert, és Castelsardo, Tergu és Sedini környékén hallhatjuk.

### Nevezetességek

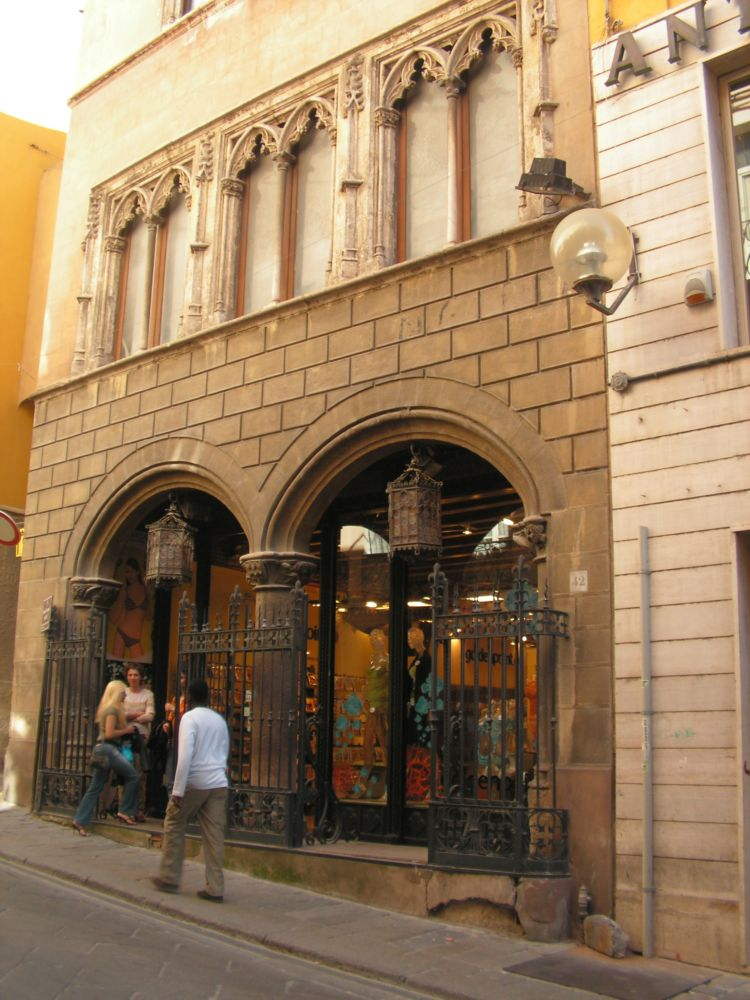
A katalán-gótikus stílusú Re Enzo háza a város középkori részében

- Monte d'Accoddi régészeti hely: egyedülálló őskori emlék a lépcsős piramisok építésénél.
- A pisai várfal, a 13. században vette körül a várost 36 toronnyal (napjainkban a tornyokból már csak hat maradt fenn) és a Castello di Sassari néven ismert aragóniai kastély, 1877-ben lebontották, majd néhány szobát, a pincét és a torony egy részét újra felfedezték 2008-ban.
- A silki Szent Péter-templom, a 12. században építették, a 17. században renoválták. Itt találtak középkóri kódexeket is Condaghe di san Pietro néven Silkiben.
- A „Corso Vittorio Emanuele” a középkori város fő utcája, körülvéve különböző korú érdekes épületekkel, amelyek a katalán-gótikus stílus tipikus példái (mint az ún. Re Enzo háza, a Sant' Andrea barokk templom, amelyet a korzikai közösségek építtek, a neoklasszikus „Civil Színház”, vagy a „Quesada palotája”).
- A bari Szent Miklós-katedrális, a 13. században építették katalán-gótikus stílusban 1480-tól, egy emlékmű a Duca di Moriana belsejében. Az 1650–1723-as barokk spanyol gyarmati helyreállításokhoz tartozó homlokzat egy négyszögű oszlopcsarnokkal rendelkezik, melynek három fülkéjébe szentek szobrait tartják. A harangtorony román stílusú.
- A Santa Maria di Bètlem-templom és kolostor a 13. és a 19. század között épült. Az eredeti homlokzat és a kolostor egyes részei lombard román stílusban épültek, néhány kápolna nemzetközi gótikus stílusban, míg az épület többi része a nagy kupolával újraépült barokk stílusban és neoklasszikus stílusban, Antonio Cano szardíniai építész által 1829 és 1834 között.
- A Legáldottabb Szentháromság-templom egy ismeretlen művész által festett szép képekkel rendelkezik a quattrocento korából.
- A Palazzo D'Usini a polgári építészet legfontosabb példája a reneszánsz korból Szardínián (jelenleg a Publikus Könyvtár működik benne, ezért nyitott a látogatók előtt).
- A Rosello-kút 1606-ban épült egy német mester által. Két négyzet alakú részből áll, melyek tetején két összeillő íven található Szent Gavino szobra.
- Az Egyetemi Palota a 17. és a 20. század között épült, korábban jezsuita iskola működött az épületben.
- A Hercegi Palota (jelenleg Városháza, 1775-1806) Asinara hercege számára volt építve a 18. században.
- A Piazza d'Italia (19. század) Sassari főtere. Érdekes épületekkel van körülvéve, mint a neogótikus „Palazzo Giordano” vagy a neoklasszikus Sassari Megyei Palota, ahol a Savoy-ház régi királyi lakosztályai voltak megtalálhatóak.

### Múzeumok

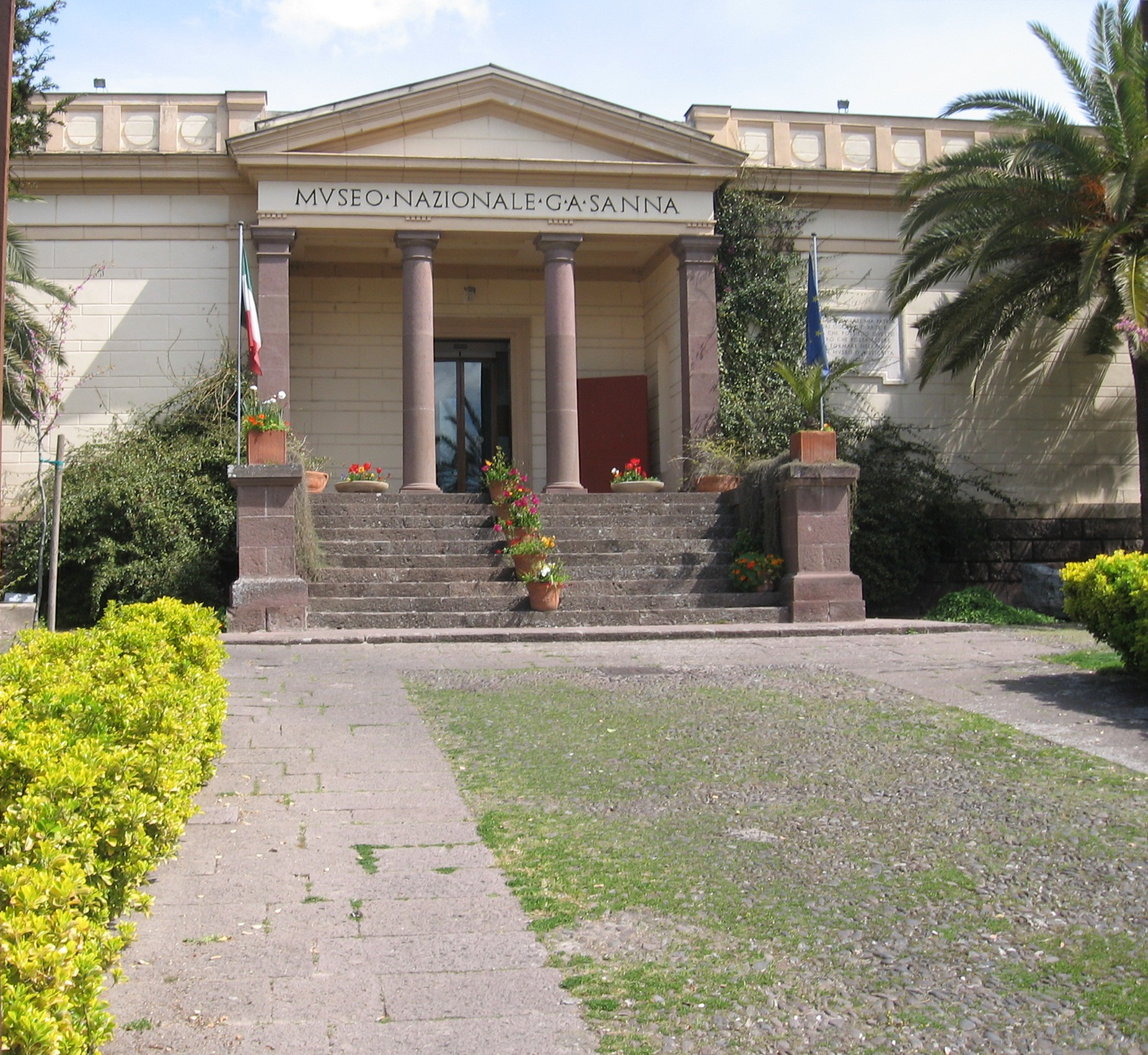
Nemzeti Archeológiai és Néprajzi "G.A. Sanna" Múzeum

- Nemzeti Archeológiai és Néprajzi „G.A. Sanna” Múzeum
- Nemzeti „Mus'A” Pinacoteca
- A „Brigata Sassari” Történelmi Múzeuma
- A Tudomány és Technika Múzeuma (a múzeumban a következő gyűjtemények találhatóak meg: ásványtani, botanikai, entomológiai, zoológiai és anatómiai „Luigi Rolando” gyűjtemény
- „Francesco Bande” Néprajzi Múzeum
- „Masedu” Kortárs Művészeti Múzeum
- A Katedrális Múzeuma és Kincstára
- Sassari Történelmi Múzeuma
- A Sassari Egyházkerület Múzeuma
- Candelieri Múzeum
- Mario Sironi művészeti gyűjteménye
- „Giuseppe Biasi” Művészeti Galéria
- A Szardíniai Kézimunka  EXPO "I.S.O.L.A." Pavilonja

### Fesztiválok és hagyományok

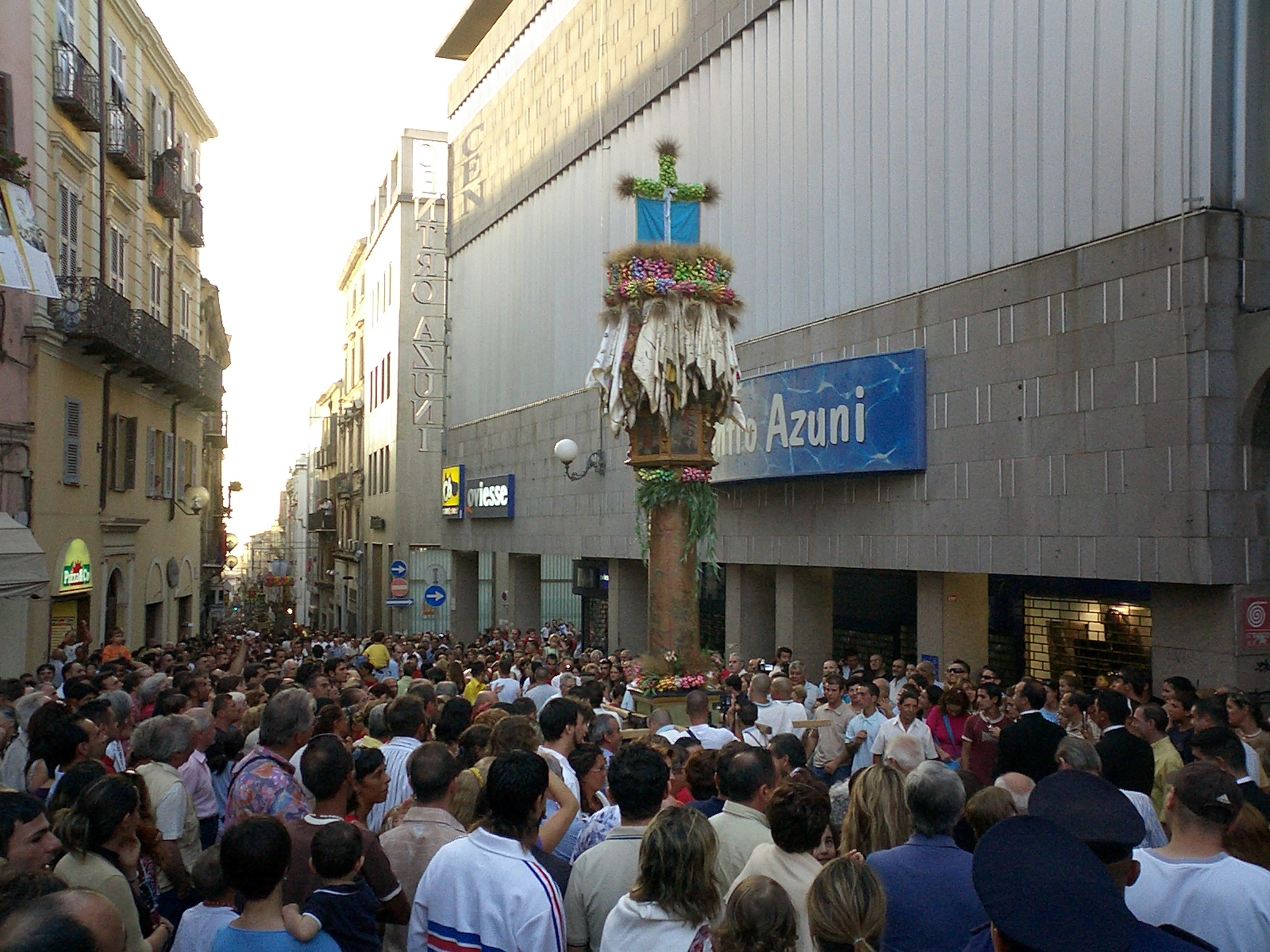
Faradda di li candareri

- A Cavalcata Sarda (Szardíniai Kavalkád): a legfőbb laikus esemény Szardíniában, május utolsó vasárnapján több ezer ember látogat ide Szardínia minden részéről a sassari parádéra a városon át az, több száz ember öltözik saját helyi népi ruhájába, jó példák itt a szardíniai lovak is.
- A Faradda di li candareri (Gyertyatartók): egy áhitatos körmenet, amely során a városi céhek tagjai hatalmas, fából készült gyertyákat hordoznak a városközponttól a Santa Maria di Bètlem-templomhoz, a pestis 1582-es véget érésének emlékére, de az ünnepség valószínűleg pisai kulturális hagyomány, amelyet átvettek a helyiek is, és valószínűleg már a 13. század második felében is voltak ehhez hasonló körmenetek a szigeten.
- A Szardínia Filmfesztivál 2006-ban volt alapítva, 500 film (rövidfilmek, animációs filmek és dokumentumfilmek) szerepeltetésével. 2009-ben a legnépszerűbb filmfesztivállá vált Szardíniában.

### Gasztronómia
A városban népszerű a borászat, a fehér- és a vörösbor is elterjedt.
A városra jellemző ételek a különböző csigafajták (helyi nevükön „ciogga”), valamint a szardíniai specialitás,  a favata, melynek alapanyagai a káposzta, lóbab és a kolbász. Helyi étel még a „ziminu”-nak nevezett sült hús is.

## Híres emberek
Sok híres ember született itt, köztük korábbi olasz elnökök, mint Antonio Segni, Francesco Cossiga, de itt született Enrico Berlinguer, az Olasz Kommunista Párt titkára is.
Sassari a szülővárosa még Domenico Alberto Azuni közgazdaságtani jogásznak is.

### A városhoz köthető személyiségek
| Történelmi személyiségek - Michele Zanche, politikus - Salvatore Alepus, teológus, költő - Giovanni del Giglio festő Maestro di Ozieri néven - Pasquale Tola, politikus és magisztrátus - Giovanni Maria Angioy, politikus - Domenico Alberto Azuni, jogász - Giovanni Spano, író - Enrico Costa, író - Palmiro Togliatti, az Olasz Kommunista Párt vezetője - Mario Berlinguer, politikus - Enrico Berlinguer, az Olasz Kommunista Párt vezetője - Mario Sironi, festő - Giuseppe Biasi, festő - Italo Calvino, író - Edina Altara, művész - Daniel Bovet, Nobel-díjas biokémikus - Efisio Arru - Antonio Pigliaru - Francesco Cetti - Fernando Clemente, építész - Giacomo Camilla, művész - Costantino Nivola, művész - Eugenio Tavolara, művész - Annunzio Cervi, költő - Vico Mossa, építész - Luigi Rolando, anatómus - Giovanni Antonio Sanna, politikus - Aligi Sassu, festő - Antonio Segni, az Olasz Köztársaság Elnöke - Efisio Tola, hazafi - Roberto Ruffilli, politikus |  | Kortárs személyiségek - Adolfo Orrù, festő - Gavino Angius, a Democratici di Sinistra vezetője, jelenleg a Partito Socialista vezetője - Luigi Berlinguer, az Istruzione minisztere, a Consiglio Superiore della Magistratura tagja - Giovanni Berlinguer, a Democratici di Sinistra egyik fő tagja - Sergio Berlinguer, politikus - Francesco Cossiga, az Olasz Köztársaság Elnöke - Bruno Dettori, politikus - Luigi Manconi, a Zöldek Federációja korábbi elnöke - Arturo Parisi, Difesa korábbi minisztere, a Margherita tagja - Gianluca Piredda, író, forgatókönyvíró - Giuseppe Pisanu, korábban Olaszország Belügyminisztere, jelenleg a PdL vezetője - Mario Segni, EP-tag - Gian Paolo Bazzoni, író - Bianca Pitzorno, író - Salvatore Mannuzzu, író - Angelo Mundula, költő - Bianca Berlinguer, a TG3 RAI igazgartója - Elisabetta Canalis, színésznő, műsorvezető - Giovanni Puggioni, futó - Antonello Grimaldi, filmrendező - Pier Francesco Loche, színész - Tazenda, ethno-pop-rockegyüttes - Tressardi, színészvállalat - Pino & gli anticorpi, színészvállalat - Marco Bazzoni, színész - Giovanni Maciocco, építész - Santi Licheri, médiaszemélyeiség, a Forum bírója |

## Demográfia
2007-ben a város 128 611 lakossal rendelkezett, amelyből 61 944 férfi és 66 667 nő volt. Sassari népessége 9 519 fővel emelkedett az elmúlt 7 évben (2001 és 2008 között).
- Születési ráta: 8,2 születés/1000 fő
- Termékenységi ráta: 1,15 születés/1000 fő
- Halálozási ráta: 7,9 halálozás/1000 fő

Népességváltozási diagram az évek folyamán:

### Migráció
A város lakossága jelentős mértékben növekedett az utolsó évtizedekben, többek között a bevándorlásnak köszönhetően, több ezer szardíniai vándorol be a városba a sziget különböző régióiból. 2008-ban a népesség 98,4%-a olasz volt, a további 1978 fő bevándorolt.
Fő külföldi nemzetiségek a városban:
- Szenegál – 270
- Kína – 259
- Ukrajna – 71
- Lengyelország – 66
- Észak-Macedónia – 66
- Marokkó  - 57
- Magyarország  - 44
- Németország  - 35
- Franciaország  - 34
- Görögország  - 32

## Közigazgatás

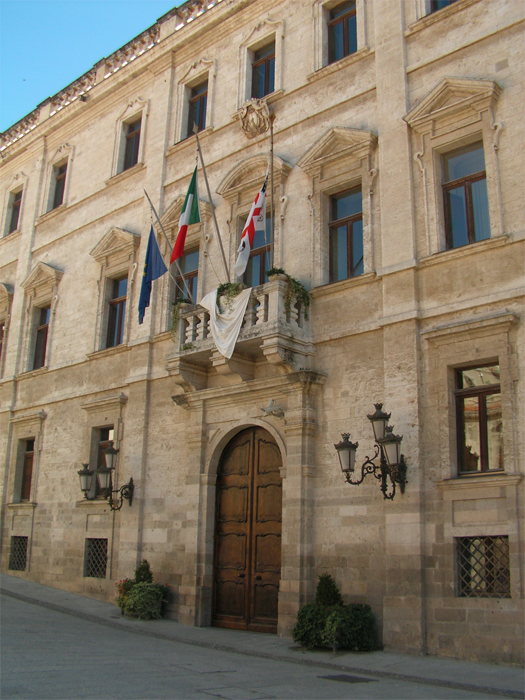
Az asinarai herceg palotája (Városháza)

Sassari Önkormányzati Tanácsát a baloldali többség vezeti, amelyet 2005. május 25-én választottak meg. A polgármester Gianfranco Ganau, aki a Demokrata Párt tagja.

### Közigazgatási beosztás
A Sassari Önkormnányzat hat Circoscrizione-ra (adminisztratív körzetekre) van felosztva.
| Circoscrizioni    | Népesség | Bennfoglalt negyedek                                                            |
| ----------------- | -------- | ------------------------------------------------------------------------------- |
| 1° Circoscrizione | 21 070   | Történelmi központ, Bancali, Caniga, La Landrigga                               |
| 2° Circoscrizione | 30 822   | Latte dolce, Li Punti, San Giovanni, Ottava, Sant'Orsola                        |
| 3° Circoscrizione | 46 247   | Monte Rosello, Cappuccini, Luna e Sole, Lu Fangazzu                             |
| 4° Circoscrizione | 27 966   | Carbonazzi, San Giuseppe, Porcellana, Rizzeddu                                  |
| 5° Circoscrizione | 1 816    | Tottubella, La Corte, Campanedda                                                |
| 6° Circoscrizione | 1 284    | Argentiera, Biancareddu, La Pedraia, Baratz, Canaglia, Palmadula, Villa Assunta |

## Gazdaság
A város gazdasága főként a szolgáltatásokra fókuszált és alkalmazott tercier. Ez az elve  Közép- és Észak-Szardínia adminisztratív központjának. A fő szardíniai bankoknak (Banco di Sardegna és Banca di Sassari) irodájuk és képviseletük van a városban.
Számos kutatási központ található a városban, például az egyetem, a Regionális Időjárás-szolgáltatási Központ (Meteo Sar.), a Regionális Környezetvédelmi Ügynökség (ARPA), a Szardíniai Zooprophylaxis Intézet, a Nemzeti Kutatási Központ (CNR) laboratóriumai, mint a Biometeorológiai Intézet (IBIMET), a Biomolekuláris Kémiai Intézet (ICB), az Ökoszisztéma-tudományok Intézete (ISE), vagy az Élelmiszer-termelési Intézet (ISPA), az Állattermelési Rendszer Intézete a Mediterrán Társadalomban (ISPAAM).
A gyártási rendszer az építész-, gyógyszer-, élelmiszer- és nyomdaiparon alapul, de még petrolkémiai- és olajfinomítók is találhatók Porto Torresen.
A turizmus főképpen a tengerpartra összpontosul. Platamona, Porto Ferro és Argentiera a legfontosabb tengeri üdülőhelyek az önkormányzatban.

## Közlekedés

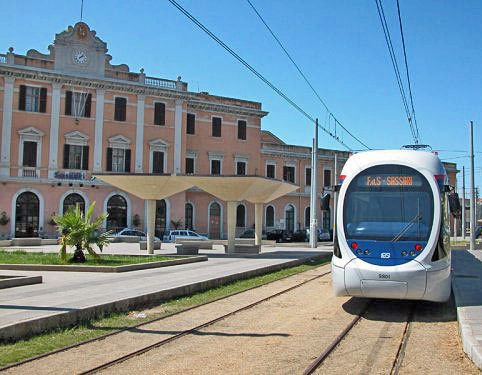
Sirio Metrotram – Metrosassari – az első vonal végállomása a Vasútállomás Téren

A legközelebbi repülőtér a Alghero-Fertilia repülőtér, amely 25 kilométerre található a várostól.
A legközelebbi tengeri kikötő Porto Torresben található, 16 kilométerre Sassaritól.
A Városi és Elővárosi Tömegközlekedés az Azienda Trasporti Pubblici (ATP) 23 autóbuszvonala és a  Ferrovie della Sardegna (FdS) tranzit vasúttársasága által működik.
A városban két vasúttársaság köti össze síneken a várost a sziget többi részével:
- a Trenitalia a következő településekkel van összeköttetésben: Porto Torres, Oristano, Cagliari, Olbia, Golfo Aranci,
- a FdS (Szardíniai Vasutak) ezekkel a településekkel van vasúti kapcsolatban: Alghero, Sorso, Nulvi és Palau.

A város kapcsolódik Porto Torreshez és Cagliarihoz a SS131 autópályán Algheroig, a SS291-es autópályáig. Nagy kapacitású közlekedési utak csatlakoztatják Sassarit Tempio Pausaniával (SS672) és Olbiával (SS199).

## Sport
- A.S.D. Torres Calcio labdarúgóklub, alapítva 1903-ban, az Eccellenza-ban játszik
- Sassari Torres Calcio Femminile női labdarúgóklub, a Serie A-ban játszik
- Dinamo Basket Sassari, a LegADue-ban játszik
- Sassari Baseball Sárga Csapat, a Serie C1-ben játszik
- Sassari Baseball Softball Club, a Serie C2-ben játszik
- HC Tangram 1 Sassari női kézilabdaklub, a Serie A1-ben játszik
- A.S.D.Rugby Sassari, a Serie C-ben játszik

## Konzulátusok
- Franciaország
- Spanyolország

## Testvérvárosok
Sassari a következő településekkel kötött testvérvárosi kapcsolatot:
- Gorizia, Olaszország, 1983 óta
- Temesvár, Románia, 1990  óta
- Gubbio, Olaszország, 2002 óta
- Viterbo, Olaszország, 2006 óta
- Nola, Olaszország, 2006 óta
- Palmi, Olaszország, 2006 óta
- Nápoly, Olaszország, 2009 óta
- Campobasso, Olaszország, 2009 óta
- Barcelona, Spanyolország, 2010 óta

## Fordítás
- Ez a szócikk részben vagy egészben  a   Sassari című angol Wikipédia-szócikk fordításán alapul.  Az eredeti cikk szerkesztőit annak laptörténete sorolja fel. Ez a jelzés csupán a megfogalmazás eredetét és a szerzői jogokat jelzi, nem szolgál a cikkben szereplő információk forrásmegjelöléseként.